# Jordanes-Annalen
Die Jordanes-Annalen (polnisch Rocznik Jordana oder Rocznik Jordana i Gaudentego) sind die ältesten in Polen entstandenen Annalen. Sie sind jedoch nur indirekt überliefert.
Die Annalen wurden in Gniezno ab ca. 970 geführt und geben zuerst den Text der Fuldaer Annalen wieder, die vielleicht über Tschechien von dem Missionarsbischof Jordanes mitgebracht worden sind. Die Jordanes-Annalen beinhalten Nachrichten zur Geschichte Polens ab 965. 
Zu den ältesten Nachrichten zählen:
- 965 „Dobrauka uenit ad Miskonem“ (Dobravka ist zu Mieszko gekommen)
- 966 „Mysko dux baptizatur“ (Herzog Mieszko wird getauft)
- 967 „Boleslaus Magnus natus est“ (Bolesław der Große wird geboren)

Nach Jordanes’ Tod übernahm Gaudentius von Gnesen die Obhut über die Annalen. Um das Jahr 1000 tauchen Einträge zum Leben und Martyrium von Adalbert von Prag auf. Der Text wurde um 1032 in die ebenfalls zu dieser Zeit geführten Richeza-Annalen übernommen, wodurch er für polnische Annalisten erhalten blieb. Denn das Original wurde 1039 als Kriegsbeute von Břetislav I. aus dem Land fortgeführt.